# Dầu tràm

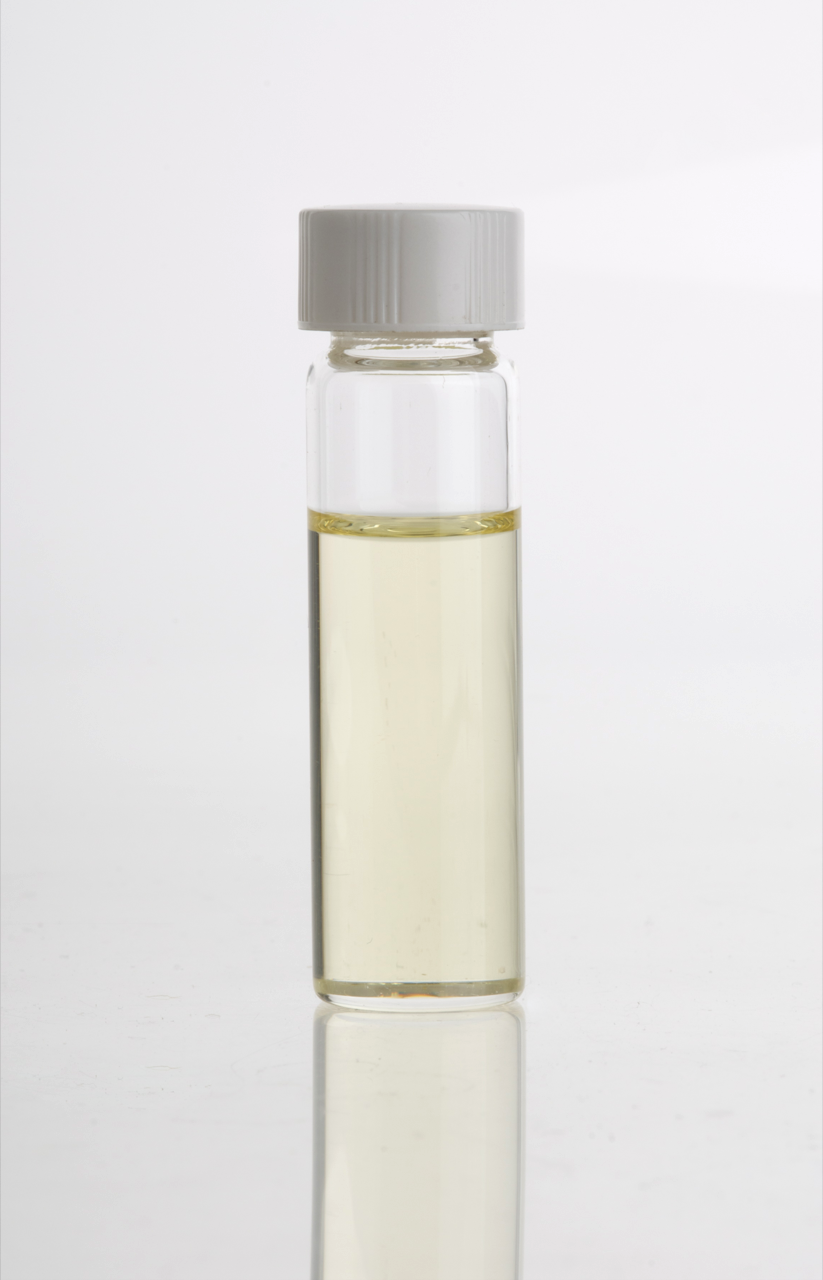
Một lọ tinh dầu tràm.

Dầu tràm hay còn gọi là Dầu tràm gió là một loại dầu gió được chiết xuất từ lá của cây tràm lá dài (Melaleuca leucadendra) mà cũng có thể chiết xuất từ các cây khác thuộc chi Tràm. Loại dầu này có hương thơm và mùi vị dễ chịu nên được dùng trong nhiều loại thuốc ho, nước súc miệng, thuốc sát khuẩn và nấm đặc hiệu dưới hai dạng sử dụng bôi thoa trực tiếp hay dạng hít ngửi bay hơi. Từ lâu dầu tràm đã được sử dụng rất rộng rãi trong cộng đồng ở Việt Nam để phòng ngừa cảm mạo, gió máy cho người già, người bệnh, sản phụ, trẻ em, kể cả trẻ sơ sinh. Trong thời kỳ chiến tranh Việt Nam, dầu tràm được sử dụng nhiều để cung cấp cho những người lính trên chiến trường đem theo phòng cảm cúm.

## Thành phần
Cây tràm trà có rất nhiều đặc tính ưu việt. Khi ép và chưng cất, lá của loại cây này cho ra dầu tự nhiên 100%. Dung môi nhẹ này có tác dụng khử trùng và diệt nấm. Phân tích thành phần hóa học của dầu tràm có rất nhiều chất, nhưng chỉ hai hoạt chất có tác dụng là Eucalyptol chiếm 42-52% và α-Terpineol chiếm 5-12%. Eucalyptol có tác dụng sát khuẩn nhẹ, long đàm, hoạt chất α-Terpineol chiết xuất từ tinh dầu tràm.

## Công dụng
- α-Terpineol từ tinh dầu tràm có tác dụng kháng khuẩn, dầu thuốc sử dụng α-Terpineol tự nhiên chiết xuất từ dầu tràm có tác dụng ức chế virus cúm H5N1
- Phòng ngừa cảm mạo, trúng gió
- Dầu tràm gió chiết xuất tự nhiên và các chế phẩm dẫn xuất dưới dạng xông, hít mũi trong phòng làm việc, phòng khách, phòng ngủ, trong ôtô...
- Tạo hương thơm dễ chịu lại vừa sát khuẩn, ức chế virus, đặc biệt đang trong mùa cao điểm sốt, cúm.
- Với khả năng chống khuẩn, nấm và khử trùng, tinh dầu tràm trà là liệu pháp chăm sóc và làm đẹp cơ thể an toàn.
- Điều trị các bệnh về da do vi khuẩn hay nấm gây nên như mụn trứng cá, mụn mủ, da nhờn, phồng rộp, mụn cóc...
- Giảm các cơn đau ở khớp tay, chân, trị các vết côn trùng cắn, làm da sưng và ngứa. Các vấn đề về da như viêm da, cháy nắng, phát ban... cũng được chữa nhờ vào đặc tính của tinh dầu tràm trà.
- Trị nhiễm nấm ở bàn chân, chân hôi, nhiễm trùng móng và đau chân
- Trị mụn và da nhờn.
- Dầu tràm có mùi thơm không quá nồng, xoa vào vết bầm tím hay chỗ nhức mỏi vài phút sẽ hết.
- Tắm cho bé khử trùng, sát khuẩn

## Chế biến
Phương pháp chế biến là nấu tràm trong nồi to khoảng 5 tiếng đồng hồ và củi phải chụm thật đều. 1,5 tạ lá tràm chiếm tỷ lệ 2/3 nồi, còn lại 1/3 là nước. Đun lửa đều và kỹ, không lúc nào thiếu lửa hay để cho lửa cháy quá lớn sẽ làm bay hơi mất mùi dầu. Chai hứng dầu từ vòi sẽ được đặt trên một thau đầy nước lạnh để làm cô dầu khi từ thùng nóng ra ngoài. Toàn bộ dầu từ 1,5 tạ lá sẽ ra đầy 1 chai 1000ml.
Tại Huế, từ hàng trăm năm nay, có nhiều lò nấu cổ truyền bên đường Quốc lộ 1 A, có xã Lộc Thủy có 12 lò nấu dầu tràm và hàng trăm điểm bán dầu dọc đường. Địa phận bán dầu tràm còn lan ra phía Nam tới xã Lộc Tiến và thị trấn Lăng Cô, gần tiếp giáp Đà Nẵng, với hơn 300 điểm bán. Dầu tràm Phú Lộc nổi tiếng không chỉ bởi mùi thơm mà cả công dụng chữa nhức mỏi hiệu nghiệm.
Trong chiến tranh, Quân đội Bắc Việt thường nấu dầu tràm bằng cái nồi nấu to cao như đống rơm. Nấu dầu tràm tương tự như nấu rượu. Người ta bứt lá tràm về cho vào nồi, đun thật sôi, hơi dầu bốc lên đi qua ống lọc dẫn đến bể làm lạnh, dầu hóa lỏng chảy vào chai. Một nồi tràm chỉ thu được khoảng đôi ba chai dầu. Mỗi tháng có nơi thu được chừng 50 chục chai dầu tinh lọc, mỗi chai rót vào hai chục lọ nhỏ, tổng cộng lên đến nghìn lọ dầu gửi ra chiến trường. Để phục vụ cho nhu cầu, nhiều lớp nấu dầu tràm nấu suốt ngày đêm, mỗi ngày đêm nấu được 3 nồi, mỗi nồi mất chừng hơn ba tạ lá tràm, cả tấn lá tràm một ngày đêm, một tháng mất khoảng 30 tấn lá tràm. Nhiều bãi tràm bát ngát mênh mông nhưng chỉ vài tháng bị cắt sạch.

## Sử dụng
Các cách dùng dầu tràm gió cơ bản
- Thoa hai bên thái dương, xương ức, xương sống...
- Xông dầu trong phòng làm việc, phòng ăn, phòng ngủ...
- Xông, hít, ngửi dầu vào vùng mũi họng.
- Tắm nước ấm có pha thêm dầu.
- Dùng dạng viên nang hay dung dịch uống.
- Để trị mụn, dùng miếng vải cotton nhúng vào dầu tràm trà và thoa trực tiếp lên đầu mụn, thoa dầu tràm trà 2 lần/ngày, trước lúc đi ngủ và sau khi thức dậy vào buổi sáng.
- Đối với các vùng da dễ bị mụn như trán, mũi và cằm, thoa dầu tràm trà trực tiếp lên vùng chữ T. Nếu da mặt bị mụn trầm trọng, nhỏ 3 - 4 giọt dầu tràm trà vào sữa rửa mặt và sử dụng hàng ngày.
- Nhỏ nhiều giọt tinh dầu tràm trà vào bồn nước và ngâm mình giúp cơ thể thư giãn sau khi làm việc hoặc chơi thể thao.
- Nhỏ 3 giọt tinh dầu tràm trà vào cốc nước ấm hoặc kem đánh răng, dùng dung dịch này súc miệng từ 2-3 lần/ ngày sẽ chống hôi miệng, viêm lợi. Nhưng không được uống dung dịch này

Sử dụng Dầu tràm gió cho trẻ sơ sinh:
- Tắm cho Trẻ sơ sinh: Đổ 1 nắp Dầu tràm vào thau tắm đã có nước nóng
- Sau khi tắm xoa một ít dầu vào lưng để giữ ấm cho bé, đồng thời để bé cảm thấy thoải mái, thư giãn
- Sổ mũi, cảm: Thoa dầu vào xung quanh nơi bé ngủ như Nôi, Mùng...
- Trị ho: Xoa dầu sau lưng và trước ngực cho bé như Massage
- Trị kiến, muỗi cắn: Bôi ngay chỗ bị cắn của bé. Tránh bôi trực tiếp vào mặt, trán và thái dương
- Trị Đau bụng: Xoa quanh vùng rốn